# Галактика Боде

 Галактика Боде  (M81,Мессьє 81, інші позначення - NGC 3031, IRAS09514 +6918,UGC 5318,KCPG 218A,MCG 12-10-10, ZWG 333.7, PGC 28630) — галактика у сузір'ї Велика Ведмедиця. M81 — чудовий приклад будови спіральної галактики, з майже ідеальними рукавами, що доходять майже до самого центру. Завдяки своїй близькості до Землі, своєму великому розміру і активного галактичного ядра (яке може бути супермасивнию чорною дірою), Мессьє 81 досить часто з'являється у фахових астрономічних дослідженнях. Великий абсолютний і видимий розміри роблять її популярною для астрономів-аматорів.
Цей об'єкт входить у число перерахованих в оригінальній редакції нового загального каталогу.

## Відкриття
Мессьє 81 була вперше виявлена Йоганном Боде 31 грудня 1774 року. Внаслідок цього, галактику часто називають «Галактикою Боде». У 1779  П'єр Мешен і  Шарль Мессьє перевідкрили її і внесли у відомий каталог .

## Пилова емісія

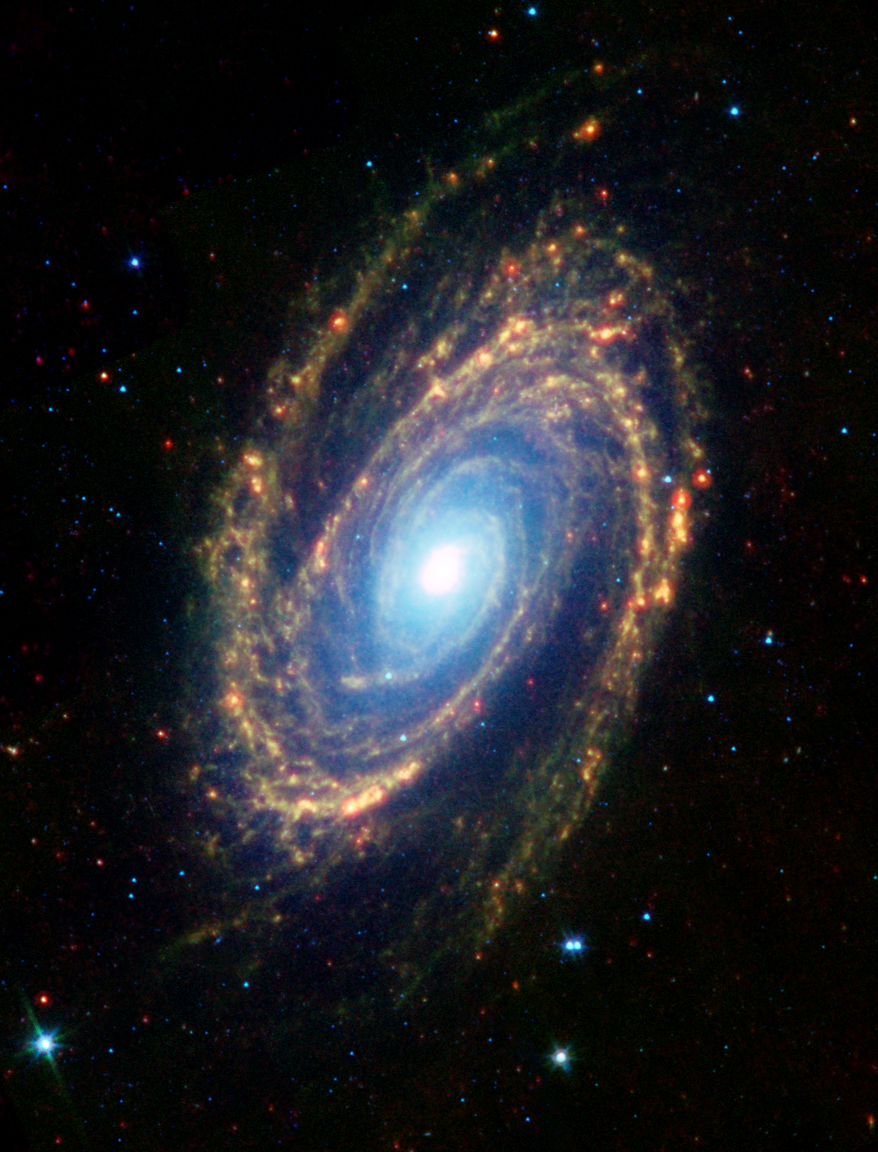
Інфрачервоне зображення M81, отримане Телескопом імені Спітцера. Синій колір відповідає зоряному випромінюванню, що спостерігається на хвилі 3.6 μm. Зелений колір відповідає 8 μm випромінювання, що випускається поліциклічними ароматичними вуглеводнями в міжзоряному середовищі.Червоний колір відповідає 24 μm радіації, випромінюваної нагрітої міжзоряного пилом.

Більша частина випромінювання в інфрачервоному діапазоні виходить від космічного пилу . Цей космічний пил виявлений, в основному, усередині спіральних рукавів, і, як було показано, пов'язана з формуванням зірок. Зв'язок відбувається тому, що гарячі, короткоживучі блакитні зірки, які знайдені в областях формування зірок, ефективно нагрівають пил і значно посилюють випромінювання з цих регіонів.

## Наднові
Тільки одна наднова зірка була виявлена в Галактиці Боде. Зірка SN 1993J була відкрита 28 березня 1993 р. Garcia в Іспанії. У той час, вона була другою за яскравістю надновою, що спостерігається в двадцятому столітті. Спектральні характеристики наднової змінюються з часом. Спочатку, вона виглядала як наднова II типу (найновіша, сформована вибухом зірки-гіганта) з вираженими спектральними лініями водню у випромінюванні, але пізніше водневі лінії ослабли й з'явилися сильні спектральні лінії  гелію, роблячи наднову схожою на тип Ib. Більш того, зміни яскравості SN 1993J з часом не були схожі на зміни, докладаємо для інших наднових типу II, але були схожі на зміни яскравості наднових типу Ib. Тому, її приписали до «типу IIb», перехідному класу між II і Ib типами. Наукові результати, отримані від вивчення цієї зірки, дозволили зробити висновок, що наднові типів Ib і Ic зазвичай формуються в результаті вибуху гігантських зірок через процеси, аналогічні спостережуваним в наднових типу II. Наднова зазвичай використовується для оцінки відстані до Галактики Боде, що за розрахунками становить 8.5 ± 1.3  млн св. років (2.6 ± 0.4  Мпк).

## Інформація про найближчі галактики і скупчення

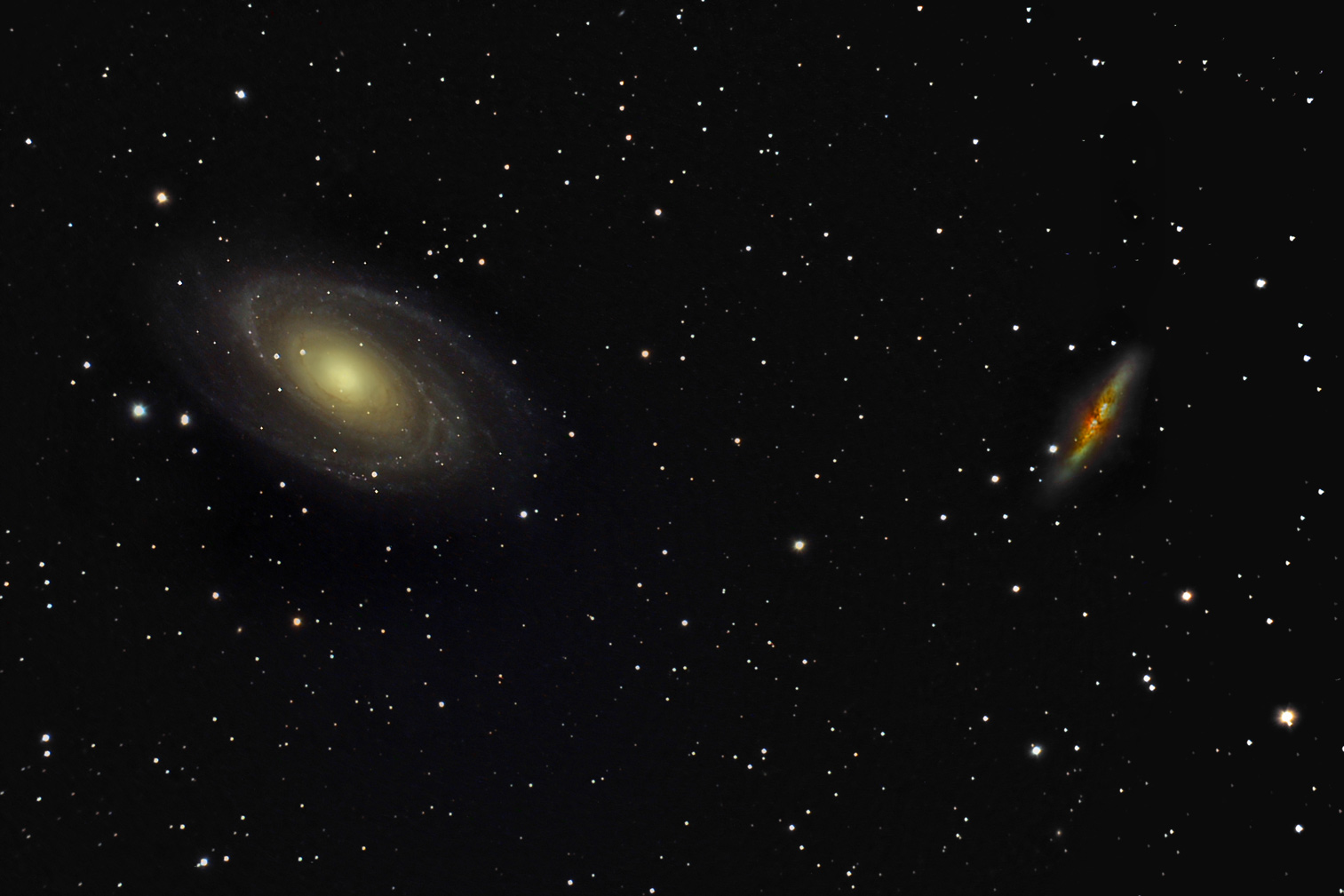
M81 (зліва) і M82 (справа). Галактика Сигара (M82) — одна з двох галактик, які відчувають сильну гравітаційну взаємодію з M81. Друга, NGC 3077, розташована вище за межами зображення. Джерело: Scott Anttila

Мессьє 81 є найбільшою галактикою у своїй групі, що складається з 34 галактик, розташованих у сузір'ї Великої Ведмедиці.
Відстань від Землі до групи приблизно 11,7 млн. світлових років (3,6 Мпк) робить її одним з найбільш близьких до Місцевої групі (містить нашу галактику Чумацький шлях) скупчень.
M81 знаходиться в гравітаційному взаємодії з M82 і NGC 3077. Взаємодія відриває шар водню від усіх трьох галактик, приводячи до появи ниткоподібних газових структур у групі. Більш того, гравітація також призводить до втягування міжзоряного газу в центр Мессьє 82 і NGC 3077, що призводить до активного зореутворення в центрах цих об'єктів.

## Інформація для астрономів-любителів

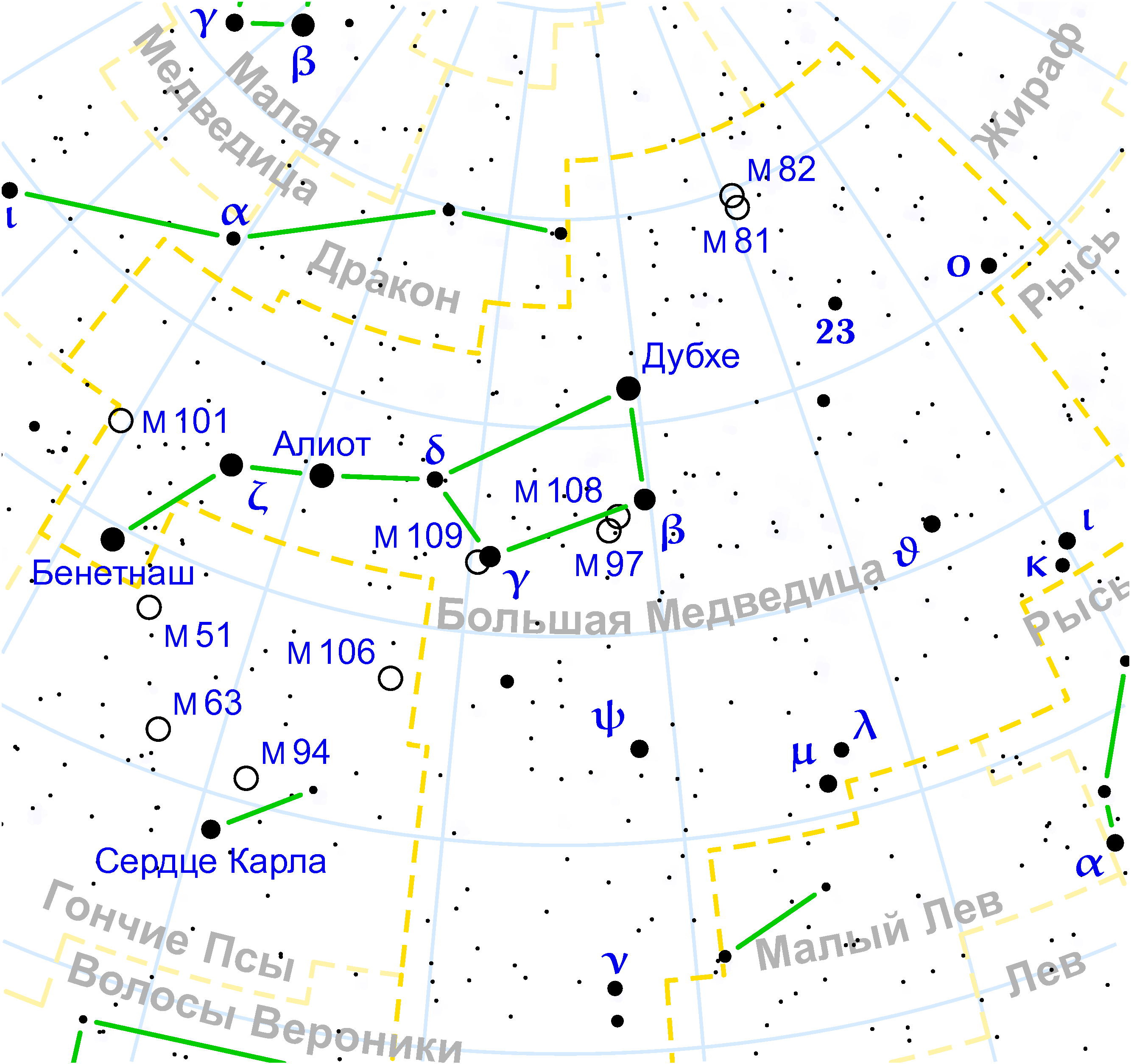
M81 в сузір'ї Великої Ведмедиці

Галактика Боде, Галактика Сигара, і декілька інших галактик групи M81 розташовані приблизно на 10 ° на північний захід від α Великої Ведмедиці. І M81 і M82 можуть бути легко видно за допомогою  біноклів і маленьких телескопів. Обидва об'єкти звичайно не видно неозброєним поглядом, хоча дуже досвідчений астроном-любитель при винятково сприятливих умовах може побачити Галактику Боде. Хоча галактики видно в малі телескопи (від 75 мм), для розрізнення структур у Мессьє 81 потрібні телескопи з  апертурою 20 см або більше.

## Навігатори
| ◄ NGC 3027 \| NGC 3028 \| NGC 3029 \| NGC 3030 \| NGC 3031 \| NGC 3032 \| NGC 3033 \| NGC 3034 \| NGC 3035 ► |

Координати:  09г 55м 33.2с, +69° 03′ 55″